# Craugastor taylori
Craugastor taylori är en groddjursart som först beskrevs av Lynch 1966.  Craugastor taylori ingår i släktet Craugastor och familjen Craugastoridae. IUCN kategoriserar arten globalt som otillräckligt studerad. Inga underarter finns listade i Catalogue of Life.